# Ars Antiqua – Große Epochen der Weltkunst
Ars Antiqua – Große Epochen der Weltkunst ist eine Reihe von 25 Bildbänden (23 Bände in fünf Reihen und 2 Supplementen zur Kunstgeschichte), die von 1969 bis 1997 im Verlag Herder erschien. Von 1998 bis 2000 wurden drei beliebte Bände neu bearbeitet. Alle Bände stammen von international anerkannten Fachleuten.
Es ist eine Bearbeitung der französischen Reihe L’art et les grandes civilisations bei Citadelles & Mazenot, die allerdings über 40 Bände umfasst.

## Einzelbände

### Serie 1
- André Leroi-Gourhan: Prähistorische Kunst. 1971, 2. Aufl. 1973, 3. Aufl. 1975, 4. Aufl. 1978, 5. Aufl. 1982
- Kazimierz Michałowski: Ägypten: Kunst und Kultur. 1969, 2. Aufl. 1971, 3. Aufl. 1973, 4. Aufl. 1976, 5. Aufl. 1976, 6. Aufl. 1979, 7. Aufl. 1983, neu bearbeitet von Jean-Pierre Corteggiani und Alessandro Roccati 2000
- Kostas Papaioannou: Die Griechische Kunst. 1972, 2. Aufl. 1973, 3. Aufl. 1977, 4. Aufl. 1980, neu bearbeitet von Jean Ducat, Gilles Touchai 1998
- Bernard Andreae: Die Römische Kunst. 1973, 2. Aufl. 1974, 3. Aufl. 1978, 4. Aufl. 1982, neu bearbeitet 1999
- Pierre Amiet: Die Kunst des Alten Orient, 1977

### Serie 2
- Calambur Sivaramamurti: Indien. Kunst und Kultur. 1975, 2. Aufl. 1978, 3. Aufl. 1981, 4. Aufl. 1987
- Alexandre Papadopoulo: Islamische Kunst. 1977, 2. Auflage 1982
- José Alcina: Die Kunst des Alten Amerika, 1979, 2. Auflage 1982
- William Watson: China. 1980, 2. Aufl. 1982
- Danielle Elisseeff, Vadim Elisseeff: Japan. 1981, 2. Aufl. 1987

### Serie 3
- Etienne Coche de la Ferté: Byzantinische Kunst. 1982
- Marcel Durliat: Romanische Kunst. 1983
- Alain Erlande-Brandenburg: Gotische Kunst. 1984
- Bertrand Jestaz: Die Kunst der Renaissance. 1985
- Yves Bottineau: Die Kunst des Barock. 1986

### Serie 4
- Jean-Michel Thierry: Armenische Kunst. 1988
- Jacques Kerchache, Jean-Louis Paudrat, Lucien Stéphan: Die Kunst des Schwarzen Afrika. 1989
- William Vaughan: Europäische Kunst im 19. Jahrhundert, Band 1: 1780–1850: vom Klassizismus zum Biedermeier. 1990
- Françoise Cachin u. a.: Europäische Kunst im 19. Jahrhundert, Band 2: 1850–1905, Realismus, Impressionismus, Jugendstil. 1991
- Michail M. Allenow, Nina A. Dmitrieva, Olga Medvedkova: Russische Kunst. 1992

### Serie 5
- Jennifer Martin: Die Kunst der USA. 1993
- Adrienne L. Kaeppler: Ozeanien. 1994
- Maud Girard-Geslan: Südostasien. 1995

### Supplemente
- Marcel Durliat: Die Kunst des Frühen Mittelalters. 1987
- Gabrielle Sed-Rajna, Ziva Amishai-Maisels, Dominique Jarrasse: Die Jüdische Kunst. 1997

## Französische Originalausgabe
Éditions d’art Lucien Mazenod. Coll. Grandes Civilisations, Herausgeber Relié-Jaquette, fortgesetzt bei Citadelles & Mazenot:
- Andre Leroi-Gourhan: Préhistoire de l’art occidental 1965
- Pierre Amiet: L’Art antique du Proche-Orient 1977
- Kazimierz Michalowski: L’art de l’ancienne Egypte, 1968, 1977
- Kostas Papaioannou: L’art grec
- Bernard Andreae: L’art de l’ancienne Rome, 1973, später L’art romain
- Etienne Cote de la Ferté: L’art de Byzance 1981
- Marcel Durliat: Des barbares a l’an mil
- Marcel Durliat, Jacques Lacoste: L’art Roman
- Alain Erlande-Brandenburg: L’art gothique
- Bertrand Jestaz: L’art de la Renaissance
- Yves Bottineau: L’art baroque
- José Alcina: L’art précolombien 1978
- Maud Girard-Geslan: L’art de l’Asie du Sud-Est
- C. Sivaramamurti: L’art en Inde
- D. und V. Elisseef: L’art de l’ancien Japon
- William Watson: L’art de l’Ancienne Chine
- Alexandre Papadopoulo: L’Islam et l’art musulman 1979
- Jean-Michel Thierry, Patrick Donabédien: Les Arts arméniens
- Kollektiv: L’art des Etats-Unis
- Kollektiv: L’art africain 1988
- Adrienne Kaeppler, Christian Kaufmann: L’art océanien 1993
- Gabrielle Sed-Rajna: L’art juif 1995
- Michail Michailowitsch Allenow, Olga Medwedkowa: L’art russe
- William Vaughan: L’Art du XIXe siècle, 1780–1850, 1989
- Françoise Cachin: L’Art du XIXe siècle, 1850–1905 1990

Zusätzlich erschienen in der Reihe L’art et les grandes civilisations bei Citadelles & Mazenot die Bände:
- Pierre Chuvin: Les arts de l’Asie centrale
- Christiane Eluere: L’art des Celtes
- Philippe Plagnieux u. a.: L’art du moyen âge en France. Ve-XVe siècle
- Herausgeber Michele Caroline-Heck: L’Art en France. De la Renaissance aux Lumières
- Markéta Theinhardt, Pierre Brullé, Sergiusz Michalski: L’art de l’Europe Central
- Jean-Louis Auge: L’art en Espagne et au Portugal
- Jean Malaurie: L’art du Grand Nord, 2001
- Jean-Paul Bouillon: L’art du XXe siècle, 1900–1939
- Philippe Morel: L’art italien. De la Renaissance à 1905
- Alastair Duncan: Art Deco
- Daniel Soutif: L’art du XXe siècle, 1939-2002. De l’art moderne à l’art contemporain
- Jean-Michel Leniaud: L’art nouveau
- Dominique Forest: L’art du design
- Pascal Ory, Laurent Martin, Sylvain Venayre, Jean-Pierre Mercier: L’art de la bande dessinée
- André Gunthert, Michel Poivert: L’art de la photographie des origines à nos jours
- Yves-Marie Allain, Janine Christiany: L’art des jardins en Europe de l’évolution des idées et des savoir-faire, 2006